# إقليم فيسوتشنا
إقليم فيسوتشنا (‎cs‏؛ التشيكية: Kraj Vysočina) هو أحد أقاليم جمهورية التشيك الأربعة عشر التي استحدثت حسب التقسيمات الإدارية الجديدة لجمهورية التشيك سنة 2000. يقع الإقليم في وسط البلاد، وفي الجنوب الشرقي بالنسبة لمنطقة بوهيميا التاريخية، وفي الجنوب الغربي بالنسبة لمنطقة مورافيا التاريخية.
عاصمة هذا الأقليم هي يهلافا، ويحده من الشرق والجنوب الشرقي إقليم جنوب مورافيا، ومن الغرب والجنوب الغربي إقليم جنوب بوهيميا، ومن الشمال الغربي إقليم بوهيميا الوسطى، ومن الشمال إقليم باردوبيتسه.

## المقاطعات
يقسم الإقليم إلى 5 مقاطعات وهي:
- مقاطعة هافليتشكوف برود Okres Havlíčkův Brod
- مقاطعة يهلافا Okres Jihlava
- مقاطعة بلهريموف Okres Pelhřimov
- مقاطعة تربيتش Okres Třebíč
- مقاطعة جديار ناد سازافو Okres Žďár nad Sázavou

## اقرأ أيضاً
- أقاليم جمهورية التشيك